# Cimex pipistrelli
Cimex pipistrelli är en insektsart som beskrevs av Leonard Jenyns 1839. Cimex pipistrelli ingår i släktet Cimex, och familjen vägglöss. Arten är reproducerande i Sverige.